# Kunstonderwijs

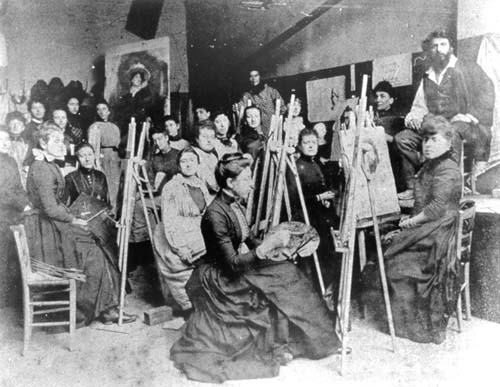
Académie Julian, een kunstacademie in Parijs, 1889.

De benaming kunstonderwijs of kunstopleiding kan verwijzen naar vele vormen van onderwijs die iets met kunst te maken hebben:
- voltijds: kunstsecundair onderwijs (Vlaanderen), kunstacademies en kunsthogescholen
- deeltijds: deeltijds kunstonderwijs omvat zowel teken- als muziekscholen

Daarnaast bestaan er tal van privé-initiatieven: van kunstinitiatie tot doorgedreven specialisatieopleidingen of individueel onderricht. Zo verzorgen heel wat fanfares, (volks)dansgroepen, kerkkoren, harmonieorkesten een eigen opleiding.

## Hoger onderwijs

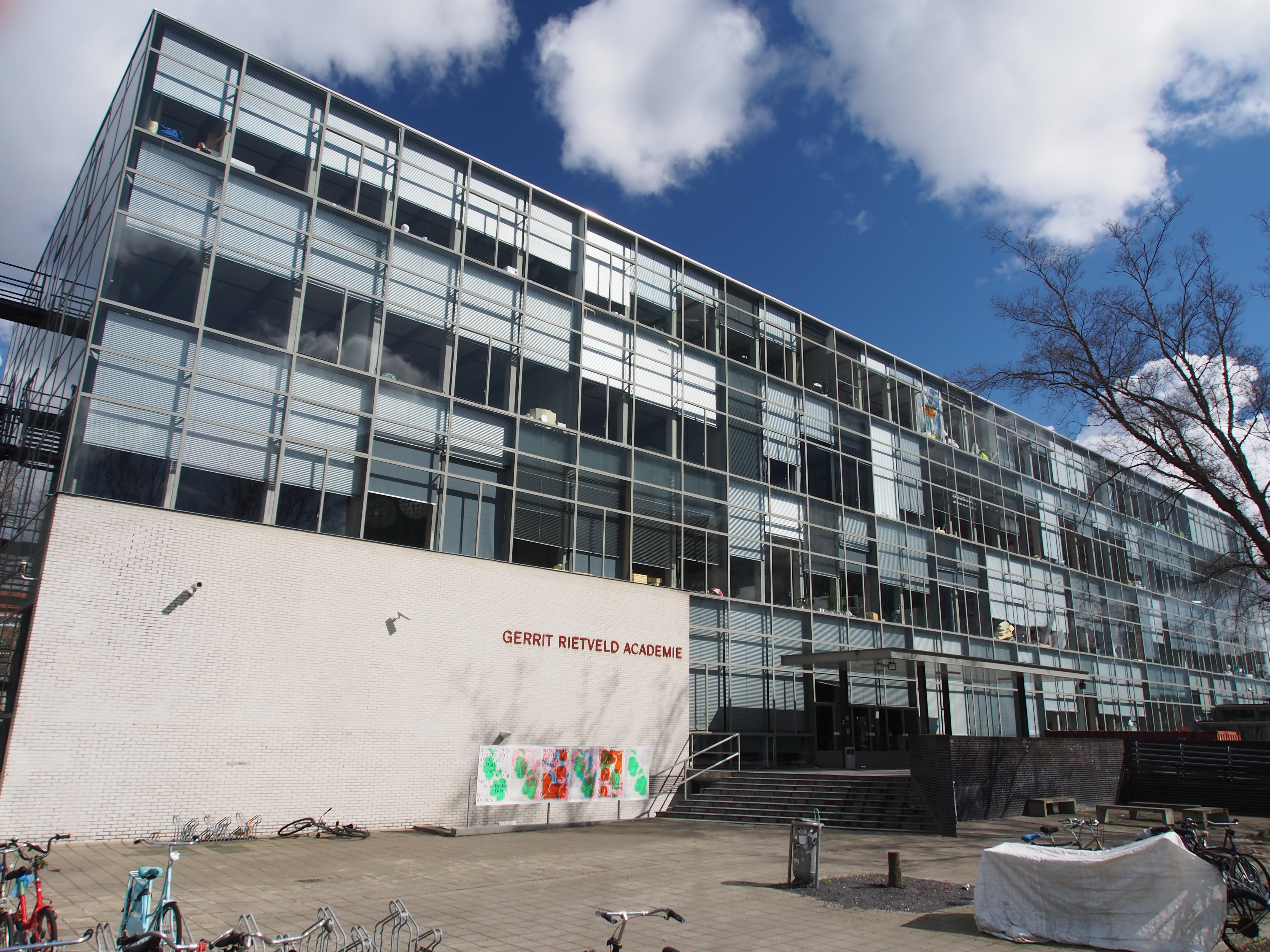
De Gerrit Rietveld academie in Amsterdam.

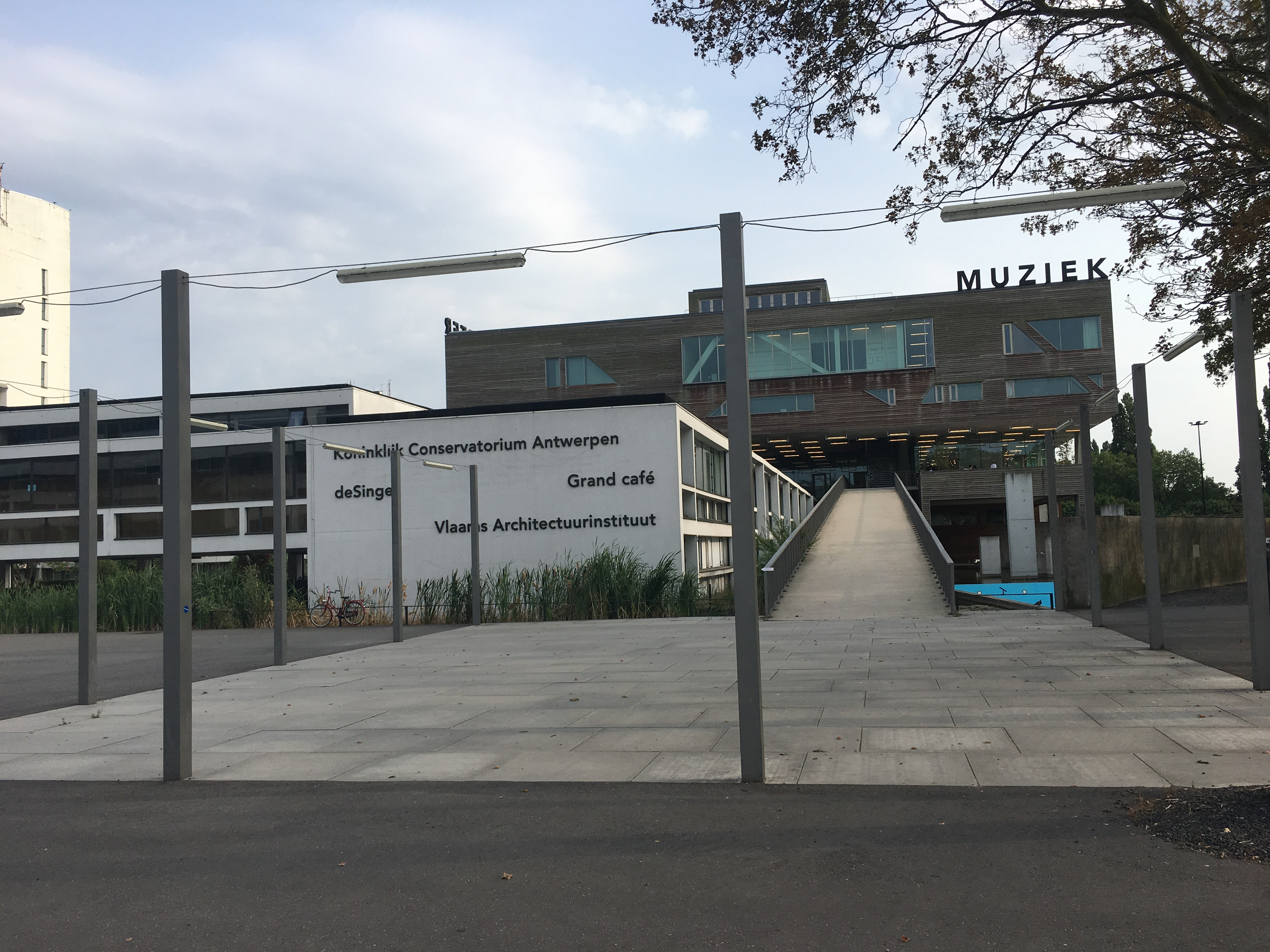
Conservatorium in deSingel, Antwerpen

Het hoger kunstonderwijs valt in Nederland en België onder de hogescholen en is volgens de EU normen opgedeeld in een bachelor en mastergraad.
- Conservatorium
- "Academie" (voor schone kunsten) (Vlaanderen)
- Kunstacademie (Nederland)
- Hogere toneelacademie, met inbegrip van hogere dansopleiding
- Filmscholen ("audiovisuele kunst")
- Industrieel ontwerpen of "design"
- Architectuuropleidingen

Een meer theoretische benadering van kunst vindt men in de opleidingen musicologie, "literatuur- en theaterwetenschappen" en kunstwetenschappen.

## Post-academies, masters en ateliers

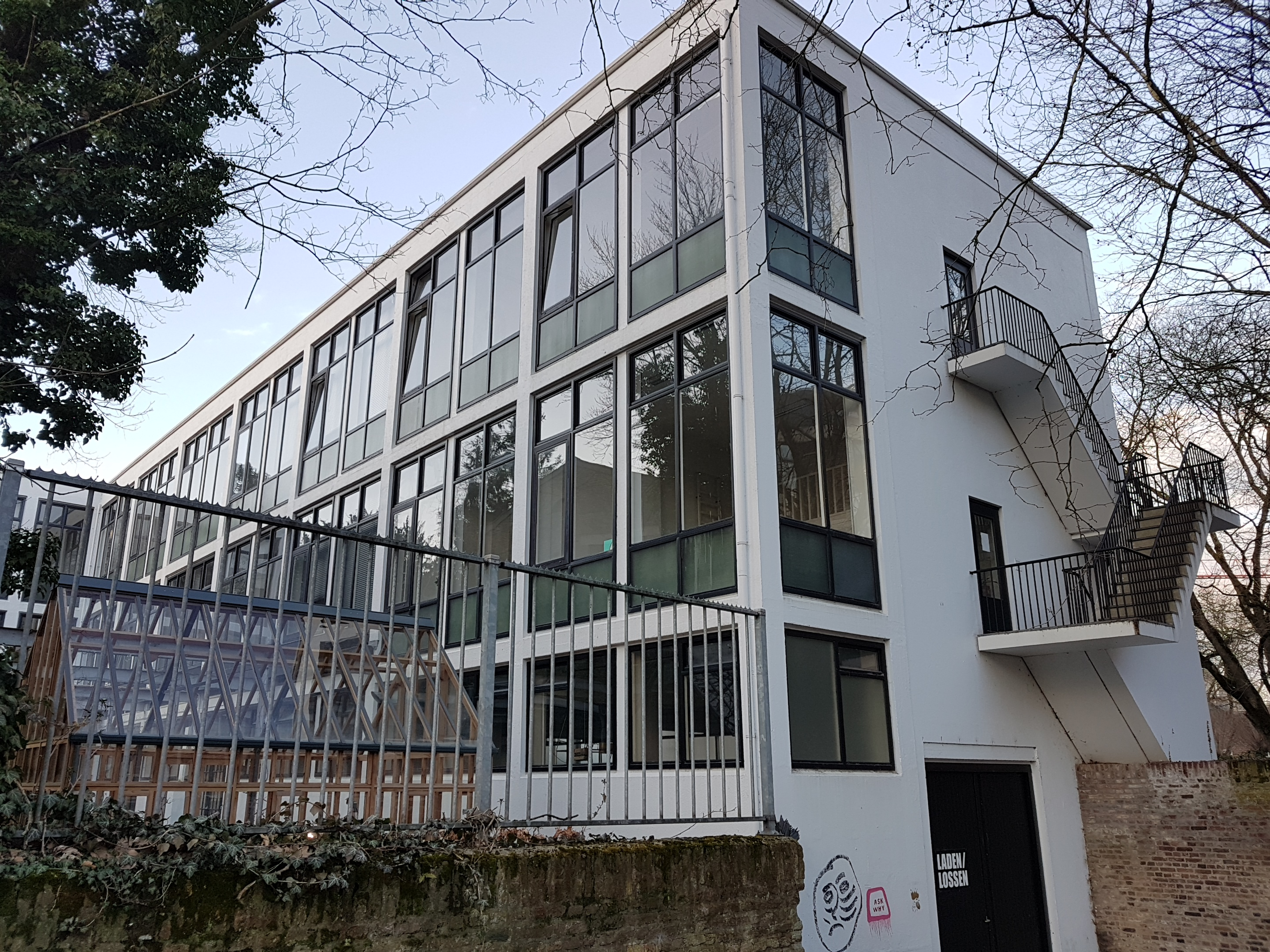
Jan van Eyck Academie, Maastricht.

In Nederland bestaan verschillende vervolgtrajecten voor afgestudeerde beeldend kunstenaars, waaronder de Rijksakademie, het Sandberg Instituut en De Ateliers in Amsterdam, en de Jan van Eyck academie in Maastricht. In België is er het HISK in Gent.

## Doctoraat in de kunsten
Het doctoraat in de kunsten bestaat sinds 2004 in België en sinds 2010 in Nederland. Het is de hoogste universitaire graad gericht op musici, kunstenaars en ontwerpers. Dit doctoraat is het equivalent van het internationale practice-based PhD traject.